# 亨特谷站
亨特谷站（英語：Hunt Valley station）是巴爾的摩輕軌系統最北端的車站，位於亨特維爾城中心購物中心旁。列車由此向南行駛到巴爾的摩－華盛頓國際機場站，離峰時間也有行駛到克隆威爾／格蘭伯尼站的列車。
乘客可於距離本站不遠處轉乘馬里蘭交通管理局9號線巴士。約克的瑞彼特交通的83S號線巴士也行經本站；該線平常日每天有六個班次往返行駛於約克與提摩尼姆之間。

## 外部連結
- Schedules